# Conspiration de New York

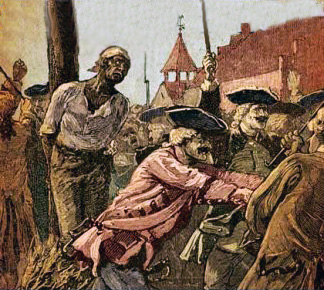
Lors de la répression, quatre Blancs (deux hommes et deux femmes) sont exécutés, dix-huit esclaves sont pendus et treize autres brûlés vifs.

La Conspiration de New York en 1741, également appelée le Complot nègre de 1741 ou l'Insurrection des esclaves de 1741, est un supposé complot commis par des esclaves et des Blancs pauvres dans la colonie britannique de New York en 1741 dans le but de renverser le gouvernement en place et de prendre le pouvoir dans la ville de New York par une série d'incendies. Les historiens sont en désaccord sur l'existence d'un tel complot et, s'il a existé, sur son ampleur. Au cours des procès, l'accusation modifia régulièrement les motifs de l'accusation, finissant par relier l'insurrection à un complot papiste d'Espagnols et de catholiques.
En 1741, Manhattan comptait la deuxième plus grande population d'esclaves parmi toutes les villes des treize colonies après Charleston, en Caroline du Sud. Des rumeurs de complot sont apparues dans un contexte de concurrence économique entre blancs pauvres et esclaves, d'un hiver rigoureux et d'une guerre entre la Grande-Bretagne et l'Espagne combinée avec des sentiments anti-catholiques et anti-espagnols exacerbés et des révoltes d'esclaves récentes en Caroline du Sud et à Saint John dans les Caraïbes. En mars et avril 1741, une série de 13 incendies éclatèrent dans le Lower Manhattan, le plus important à l'intérieur des murs du Fort George, qui était alors la résidence du gouverneur. Après un autre incendie dans un entrepôt, un esclave fut arrêté après avoir été aperçu en train de le fuir. Mary Burton, une servante sous contrat irlandaise de 16 ans, arrêtée dans une affaire de biens volés, témoigna en affirmant qu'ils participaient à un complot associant des Blancs et des Noirs pauvres visant à brûler la ville, à tuer des Blancs, à capturer leurs épouses, et à élire un nouveau roi et gouverneur.
Au printemps 1741, Manhattan était envahi par la peur alors que des incendies s'étaient déclarés dans toutes les zones habitées de l'île. Les coupables présumés étaient des esclaves de New York. Quelque 200 d'entre eux ont été arrêtés et jugés pour conspiration dans l'objectif d'incendier la ville et d'assassiner ses habitants blancs. Comme lors des procès des sorcières de Salem et, plus tard, celui de Denmark Vesey à Charleston, quelques témoins impliquèrent et dénoncèrent de nombreux suspects. Ainsi, plus de 100 personnes furent pendues, exilées ou brûlées sur le bûcher.
La plupart des condamnés furent donc pendus ou brûlés - leur nombre est incertain. Les corps de deux présumés meneurs de la révolte, César, un esclave, et John Hughson, un cordonnier blanc et gardien de taverne, ont été exposés à la vue du public. Soixante-douze hommes ont été déportés de New York, envoyés à Terre-Neuve, dans diverses îles des Antilles et à Madère.

## Historique

### Contexte
Avec l'augmentation du nombre d'esclaves africains à New York au cours des premières décennies du XVIIIe siècle, il y avait à la fois de vraies révoltes et des rumeurs périodiques dans la communauté blanche à propos de celles-ci. Les craintes concernant l'esclavage ont également été utilisées par différentes factions politiques pour attiser des tensions. En 1741, les esclaves représentaient un habitant sur 10 000 à New York, soit la deuxième population d'esclaves en importance de toutes les villes d'Amérique du Nord britannique après celle de Charleston, en Caroline du Sud. Entre 1687 et 1741, des complots menés par des esclaves furent « découverts » en moyenne tous les deux ans et demi.
Lors de la révolte des esclaves de New York de 1712, plus de 20 esclaves se sont réunis pour détruire des biens en représailles des injustices et des abus qu'ils avaient subies. Un des esclaves, appelé « Kofi », a mis le feu aux toilettes de son maître. Lorsque des citadins se sont rassemblés pour l'éteindre, les esclaves ont attaqué la foule, tuant neuf Blancs et en blessant six autres. Le gouverneur arrêta et fit exécuter 21 esclaves.
Avec l’augmentation du nombre d’esclaves à New York, les Blancs pauvres durent faire face à une concurrence économique. Certains propriétaires d'esclaves étaient des artisans qui leur enseignaient leur métier et pouvaient donc sous-traiter leur travail et par là même perturber l'activité des autres artisans blancs. Cela créa une tension raciale et économique entre les esclaves et les artisans blancs qui s'estimaient lésés. En 1737, le gouverneur de New York déclara : « Les artisans se plaignent avec raison de la coutume pernicieuse de former des esclaves pour des métiers qui réduisent à la pauvreté les ouvriers honnêtes faute d'emplois et obligent nombre d'entre eux à nous quitter pour chercher une meilleure vie dans d’autres pays ». Certains Blancs cessèrent leurs activités pour cette raison.
L'hiver 1740-1741 fut une période difficile pour les pauvres de la ville. Une dépression économique contribua à la diminution de l’approvisionnement en aliments et en carburant, aggravée par des températures record et des chutes de neige. De nombreuses personnes risquaient de mourir de faim et de froid. Ces conditions amenèrent de nombreux habitants, en particulier les Blancs pauvres et les esclaves, à avoir du ressentiment vis-à-vis du gouvernement. La tension entre les Blancs et les Noirs était grande. « Un simple soupçon d'agitation parmi les New-Yorkais noirs pouvait semer la panique dans l'esprit des Blancs ».
En outre, la Grande-Bretagne connut une intensification des hostilités avec l'Espagne, ce qui renforça les sentiments anti-catholiques et anti-espagnols des autorités. En 1691, la Couronne britannique ordonna à tous les responsables new-yorkais de prêter serment en vertu du Test Act. Ces serments consistaient en une série de déclarations rejetant l'autorité de l'Église catholique : ceux qui refusaient, principalement les catholiques et d'autres dissidents religieux, dits non-conformistes, se voyaient refuser divers droits civiques ou militaires. Alors que les tensions entre l'Angleterre et l'Espagne s'intensifiaient, le Test Act fut jugé trop clément pour les catholiques. En 1700, la loi anti-prêtre de New York interdisait totalement la présence de prêtres catholiques sous peine d'emprisonnement à vie.
En 1739, la guerre éclata entre les Anglais et les Espagnols. La guerre de l'oreille de Jenkins, qui dura de 1739 à 1748, fut lancée après que des gardes-côtes espagnols eurent illégalement arraisonné le navire de Robert Jenkins, un marchand britannique, et lui aient tranché l'oreille. Cet incident fut particulièrement notable du fait que le Traité d’Utrecht de 1713 donnait à la Grande-Bretagne le monopole, durant trente ans, du trafic d'esclave vers les colonies espagnoles avec 500 tonnes supplémentaires de biens chaque année. Durant la guerre, les esclaves des colonies anglophones considérèrent souvent l'Espagne comme un libérateur, parce que les Espagnols avaient offert la liberté à tous les esclaves qui rejoignaient leur cause.
Pour attaquer Cuba, les Britanniques recrutèrent des soldats de New York. Les classes supérieures étaient nerveuses et les tensions en hiver leur rappelaient l'époque de la révolte des esclaves de New York de 1712. Le gouvernement interdisait les réunions d'esclaves au coin des rues. Les esclaves ne peuvent se réunir que par trois, ou douze lors de funérailles. Le gouvernement réduisit d'autres droits, notamment de réunion et de mouvement.

### Complot de la classe ouvrière
S'intéressant initialement à un problème de biens volés, en lien avec une taverne appartenant à un dénommé Hughson, le conseil municipal décida de lancer une enquête sur ces sujets. Il l'a confia à Daniel Horsmanden, le greffier municipal et l'un des trois juges à la Cour suprême de la province. Daniel Horsmanden constitua un grand jury qu'il « avait mandaté pour enquêter sur les Blancs qui vendaient de l'alcool à des Noirs comme John Hughson ». Étant donné la pratique juridique de l'époque et ses propres inclinations, il exerça une grande influence lors des interrogatoires et sur la direction des enquêtes du grand jury.
John Hughson était un pauvre cordonnier illettré venu de Yonkers à New York au milieu des années 1730 avec son épouse, sa fille et sa belle-mère. Incapable de trouver du travail, il ouvrit une taverne. Ses voisins furent offensés parce qu'il vendit à des clients qu'ils considéraient comme peu recommandables. En 1738, Hughson ouvrit une nouvelle taverne lorsqu'il s'installa dans le secteur du fleuve Hudson, près du cimetière de la Trinité. Il devint rapidement un lieu de rendez-vous pour les esclaves, les Blancs pauvres, les Noirs libres et les soldats. Les élites étaient nerveuses face à la socialisation entre ces types de classes inférieures. La maison de Hughson était également un centre de commerce de biens volés. Bien que les agents surveillaient sa taverne en permanence, ils ne réussirent pas à attraper Hughson pour vol. En février, deux semaines avant le premier incendie, Hughson fut arrêté pour avoir reçu des biens volés des esclaves César et Prince. César, Prince et Cuffee (impliqué plus tard dans l'enquête) étaient considérés comme faisant partie du « Geneva Club », nommé d'après un incident au cours duquel ils avaient volé du « Geneva » ou gin hollandais. Les esclaves furent punis et fouettés.
Horsmanden, l'un des trois juges du tribunal et responsable de l'enquête, exerça des pressions sur la servante sous contrat, Mary Burton, pour qu'elle témoigne contre son maître Hughson pour vol. Après que le grand jury eut entendu l'affaire, le premier des treize incendies suspects éclata.

### Les incendies
Constitués de bâtiments à charpente et de cheminées et en bois, la ville avait toujours été menacée par le feu. Le 18 mars 1741, un départ d'incendie toucha la maison du gouverneur George Clarke (en) à Fort George, et bientôt l'église accolée à sa maison fut également en flammes. Les gens essayèrent de la sauver, mais le feu était devenu incontrôlable. Il menaçait de se propager à un autre bâtiment, où tous les documents de la ville étaient conservés. Le gouverneur ordonna que les fenêtres soient brisées et que les documents soient jetés pour les sauver. Plus tard, la pratique évolua et consista à les garder à l'hôtel de ville. Une semaine plus tard, un autre incendie se déclara, mais fut rapidement éteint. La même chose se produisit la semaine suivante dans un entrepôt puis, trois jours plus tard, dans une étable. Le lendemain, une personne qui passa devant un quartier riche et vit des charbons ardents dans une étable et les éteint, sauvant ainsi le quartier.
À mesure que le nombre d'incendies augmentait, il devenait de plus en plus clair qu'ils n'étaient pas de simples accidents, mais des incendies volontaires. Quand le 6 avril, une série de quatre feux éclatèrent et qu'un homme noir fut aperçu en train de fuir, un homme blanc cria : « Un nègre, un nègre ». Le cri de l'homme fut rapidement repris par une foule et devient rapidement « Les nègres se soulèvent ! » Ils capturèrent l'esclave en fuite, Cuffee. Il fut emprisonné, ainsi que 100 autres esclaves dans les jours suivants.
Horsmanden mis la pression sur Burton concernant les incendies. Elle déclara qu'ils étaient l'œuvre d'un complot entre Noirs et Blancs pauvres pour incendier la ville. Horsmanden fut satisfait de son témoignage mais était convaincu que Burton en savait plus sur le complot qu'elle ne le lui avait dit. Il menaça de la jeter en prison s'il ne lui en disait pas plus ; elle développa alors son témoignage. La peur était grandissante à propos d'une union entre esclaves et Blancs pauvres pour lancer une insurrection. Burton jura que les trois membres du « Geneva Club » se réunissaient fréquemment chez Hughson, avaient parlé de brûler le fort et la ville et que les Hughson avaient accepté de les aider. Une autre personne soupçonnée dans les incendies était « Margaret Sorubiero, alias Salingburgh, alias Kerry, communément appelée Peggy », une prostituée qui offrait ses services aux Noirs. La chambre dans laquelle elle vivait était payée par César, avec qui elle avait eu un enfant.
Bien que le témoignage de Burton ne prouve pas qu’un crime ait été commis, le grand jury, craignant que d’autres incendies ne se produisent, décida de la croire. La commission d'enquête demanda au lieutenant-gouverneur de publier une proclamation offrant une récompense à quiconque fournirait des informations conduisant à la condamnation d'une incendiaire en ville : 100 £ pour un blanc, 45 £ pour un noir ou un Indien libre, et £ 20 et la liberté pour un esclave. Ces prix attirèrent beaucoup de témoignages. Le 2 mai, le tribunal reconnu César et Prince coupables de cambriolage et les condamnèrent à mort. Le lendemain, sept granges prirent feu. Deux Noirs furent attrapés et immédiatement exécutés sur un bûcher. Le 6 mai, les Hughson et Peggy Kerry furent reconnus coupables de cambriolage. Peggy, « craignant pour sa vie, décida de parler », de même certains des Noirs emprisonnés dans les cachots. César et Prince furent pendus le 11 mai.

### Les procès
Ayant réuni des témoins, Horsmanden entama les procès. Kofi (Cuffee) et un autre esclave, Quaco (Quack), furent les premiers à être jugés. Ils furent condamnés, bien que chacun de leurs maîtres les eurent défendus. Des hommes blancs respectables, dont le témoignage aurait normalement reçu un poids considérable, déclarèrent que chacun des esclaves était chez eux le soir en question.
Avant d'être condamnés à être pendus le 30 mai, ils avouèrent et identifièrent des dizaines d'autres soi-disant conspirateurs. Moore demanda à ce qu'ils fussent sauvés en tant que futurs témoins, mais les officiers du tribunal décidèrnet de ne pas le faire à cause de la colère de la foule. Chacun des esclaves fut pendu. D'autres procès suivirent mais les dépositions dans les salles d'audience étaient remplis de preuves contradictoires. Les Hughson et Peggy Kerry furent jugés le 4 juin. et condamnés à la pendaison huit jours plus tard.
Au plus fort de l'hystérie, la moitié des hommes esclaves de la ville âgés de plus de 16 ans furent considérés comme ayant été impliqués dans le complot et emprisonnés. Les arrestations, les procès et les exécutions se poursuivirent pendant l'été.
Cinq hommes connus sous le nom d'« espagnols noirs » figuraient parmi les personnes arrêtées. Des marins espagnols à la peau sombre, cédés en esclavage par un corsaire, affirmaient être des citoyens espagnols à part entière et injustement asservis. Parce que la Grande-Bretagne était en guerre avec l'Espagne, cela ne leur valut pas beaucoup de sympathie et suscita même des soupçons contre eux en tant qu'ennemis infiltrés. Les colons britanniques s'inquiétaient des quelconques liens avec l'Espagne et le catholicisme. Les cinq espagnols furent reconnus coupables et pendus.
Au plus fort des procès, Horsmanden pensait avoir trouvé un lien irréfutable entre les papistes et les incendies. Au fur et à mesure de l'enquête, il en vint à croire qu'un homme du nom de John Ury en était responsable. Ce dernier venait d'arriver en ville et travaillait comme enseignant et tuteur privé et était un expert en latin, ce qui suffisait à le rendre suspect par des protestants peu éduqués qui le voyait comme étant potentiellement un prêtre catholique. Horsmanden l'arrêta en le soupçonnant d'être un prêtre et un agent secret espagnol. Burton s'est soudainement « souvenu » qu'Ury avait été l'un des instigateurs du complot et a témoigné contre lui et fut jugé. Sa défense affirmait qu'il était un dissident de l'Église anglicane, mais pas un prêtre catholique et qu'il n'avait pas connaissance d'une quelconque conspiration. Mais au moment du procès, le gouverneur de Géorgie. James Edward Oglethorpe, fondateur et gouverneur de Géorgie, informa le Procureur, Joseph Murray, que des agents espagnols allaient incendier toutes les villes importantes de la Nouvelle-Angleterre, en prévision d'une invasion secrète des colonies britanniques ; Murray en avertit alors Horsmanden.
La lettre d'Oglethorpe ne laissait guère de doute sur le fait que la colonie faisait partie d'un complot international, qui prévoyait non seulement d'infiltrer et de détruire la ville de New York, mais également de pousser ses citoyens protestants dans une guerre de religion. Le catholicisme, profondément lié aux Espagnols et aux esclaves, en vint à être perçu comme une menace plus grande que jamais dans la colonie et cela s'ajouta aux soupçons concernant Ury ; celui-ci fut donc reconnu coupable et pendu le dernier jour d'août. Peu à peu, les peurs s’apaisèrent. Lorsque Burton et d'autres témoins commencèrent à accuser de conspirateurs des membres de la classe supérieure et des membres de la famille des juges, l'affaire devint une gêne importante pour Horsmanden. En outre, le leadership politique de la ville était en train de changer. L'affaire fut finalement classée et les esclaves et les Blancs encore en prison furent relâchés.
À la fin des procès, 161 Noirs et 20 Blancs avaient été arrêtés. Du 11 mai au 29 août 1741, 17 Noirs et 4 Blancs ont été reconnus coupables et pendus, 13 Noirs brûlés, et 70 Noirs bannis de New York. 7 Blancs ont également été déportés. L'année suivante, Mary Burton a finalement reçu sa récompense de 100£ de la ville, qu'elle utilisa pour s'émanciper de sa servitude.
Les exécutions eurent lieu près de la Poor House, à l’extrémité nord de la ville, à la limite de la rue Chambers. Au nord de celle-ci se trouvait le cimetière africain, qui a été découvert en 1991 lors de travaux de prospection pour la construction du 26 Federal Plaza, dans le sud de Manhattan. En consultation avec la communauté afro-américaine, les restes de 400 personnes, y compris des enfants, furent enlevés et étudiés. Ils ont de nouveau été inhumés lors d'une cérémonie officielle. Ce site fut alors désigné comme site historique national.

## Le rôle des femmes
Mary Burton, Sarah Hughson et Peggy Kerry furent trois femmes dont le témoignage joua un rôle déterminant dans l'issue des procès de l'insurrection des esclaves. Les accusations les plus notables de Burton furent contre John Ury. Sarah Hughson témoigna également contre Ury, mais uniquement après qu'elle a été menacée d'une condamnation à mort. Kerry, lors de la première confrontation, nia en bloc, mais plus tard, dans l’espoir d’être pardonnée, déclara qu’elle avait été impliquée et que le lieu du quartier général des comploteurs avait bougé.

### Mary Burton
Pendant que les agents de police questionnaient Burton, ils essayaient de comprendre s'il existait un lien entre les braquages et les incendies. Burton était une jeune servante sous contrat à la taverne Hughson et a été amené devant le jury à plusieurs reprises, accusant finalement plus de vingt Blancs. Elle a d'abord hésité à témoigner, affirmant qu'elle ne ferait qu'échanger des informations sur les biens volés et refusant de mentionner quoi que ce soit à propos des incendies. Cela a incité les magistrats à croire qu'elle savait quelque chose et le cachait. Elle s'est également vu offrir la liberté d'être libérée de la servitude sous contrat, d'un pardon pour tout rôle qu'elle aurait joué dans l'affaire et de cent livres sterling, ce qui était une somme considérable à l'époque. Ces incitations la rendaient plus disposée à parler et elle a ensuite expliqué ce que le juge Horsmanden semblait vouloir entendre et a témoigné de la présence d’Afro-américains dans la taverne de Hughson. L'une des accusations les plus notables de Burton était la mise en cause de John Ury. En plus d'accuser les esclaves et les gens de la classe inférieure, Burton finit par en accuser des personnes de haut rang social. Une fois encore, les membres de l'élite furent accusés, mais les procès furent stoppés brusquement ; une fois que Burton reçu sa récompense, elle disparue.

### Sarah Hughson
Elle joua un rôle important une fois que le complot prit une tonalité religieuse et que le professeur de latin John Ury fut accusé d'être le cerveau principal de la rébellion. Burton témoigna librement contre Ury, alors que Hughson fut interrogée pendant des heures et n'avoua que lorsque le magistrat lui annonça qu'il la pendrait immédiatement si elle restait silencieuse. Hughson et Kane (un soldat) racontèrent que Ury buvait souvent chez les Hughson et prêchait à des groupes d'afro-américains. Ce témoignage conduisit finalement à la mort d'Ury. Cependant, Hughson souffrit également durant les interrogatoires : le juge Horsmanden s'attendait à ce qu'elle dévoile tout le complot, mais comme ce ne fut pas le cas, Horsmaden la menaça de la peine de mort. Hughson, terrifiée, avoua être au courant du complot, et nomma Ury, ainsi que de nombreux Afro-Américains qui avaient été déjà exécutés et des Blancs déjà en prison, provoquant la frustration du juge Horsmanden face à un témoignage concordant au déroulement de l'enquête mais n'offrant aucune nouvelle piste. Elle fut pendue avec son époux.

### Peggy Kerry
Peggy Kerry (parfois orthographiée Carey) était une personne bien connue chez les Hughson, qu'elle a finalement quitté pour se rendre dans une autre maison gérée par John Romme avant de retourner chez Hughson. Elle fut surnommée « la beauté irlandaise de Terre-Neuve » ; son apparence attira presque autant d'attention que son comportement puisqu'elle affirmait être l'épouse d'un soldat que personne ne vit jamais, et qu'elle tomba enceinte au début des années 1740 alors qu'elle vivait avec un homme afro-américain libre. On apprit ensuite qu'elle était enceinte de l'enfant de César (l'un des hommes accusés). Cependant, César donna de l'argent à Hughson pour Kerry et son bébé, sans jamais confirmer quel était son lien avec eux. Lorsqu'elle fut confrontée pour la première fois à l'histoire de Burton, elle nia avec véhémence toute connaissance de l'insurrection, affirmant que si elle accusait quelqu'un, ce serait des personnes innocentes. Toutefois, son récit changea dans l'espoir d'être graciée. Elle déclara qu'elle avait été impliquée, et que le quartier général du complot était dans une autre taverne non gérée par les Hughson. Cette précision provoqua l'arrestation de nombreux esclaves, Burton affirma n'avoir vu aucun des esclaves accusés par Kerry chez Hughson. Elle fut finalement exécutée avec les Hughson pour leur responsabilité dans le complot.

## Représentation dans la fiction
- Ces événements font l’objet du roman The Savage City (1955) de Jean Paradise, publié par Ace Books.
- Ces événements sont utilisés dans le cadre d'une vengeance dans le roman On Maiden Lane (1981) de Bruce Nicolaysen, une saga familiale en cinq volumes englobant l'histoire de New York / Manhattan de 1613 à 1930.
- Ces événements figurent dans l'intrigue du roman de Pete Hamill, Forever (2003).
- En 2007, Mat Johnson a publié Le grand complot nègre : une histoire de conspiration et de meurtre à New York au XVIIIe siècle, un roman qui se déroulait pendant ces événements.
- Les événements sont racontés par un prisonnier dans Golden Hill de Francis Stufford.